# Operacja Rurka
Operacja Rurka − polski plan operacyjny z 1939 roku, przewidujący postawienie zagrody minowej na Zatoce Gdańskiej w przypadku wybuchu wojny z III Rzeszą. Opracowany jako część planu Zachód, miał być wykonany na rozkaz Naczelnego Wodza. Decyzja taka została wydana 1 września 1939 roku, lecz cała operacja poniosła fiasko w wyniku popołudniowego ataku niemieckich samolotów bombowych na polskie okręty.

## Planowanie
W ramach opracowywania planów obronnych na wypadek spodziewanej agresji niemieckiej, Marynarka Wojenna otrzymała zadanie wspierania obrony polskiego odcinka wybrzeża do czasu nadejścia spodziewanej (na mocy układów sojuszniczych) pomocy aliantów zachodnich: Wielkiej Brytanii i Francji. Jednym z aktywnych działań polskich okrętów miało być postawienie defensywnej zagrody minowej, przegradzającej Zatokę Gdańską i utrudniającej niemiecką komunikację morską z Gdańskiem. Plany takiej operacji powstawały w sztabie Marynarki Wojennej już od końca 1938 roku, gdy pozyskała ona duży stawiacz min „Gryf”. Wiosną 1939 roku zostały one skonkretyzowane i włączone, obok planu Worek, dotyczącego działań okrętów podwodnych, do ogólnego planu obronnego Zachód.
Według precyzowanych od wiosny do późnego lata 1939 roku planów, zagroda minowa składająca się z 300 min morskich, położonych naprzemiennie w dwóch rzędach, miała rozciągać się linią prostą od Helu w kierunku Sopotu, już poza granicą polskich wód terytorialnych. Znaczna jej część miała przebiegać w zasięgu armat kal. 152 mm z baterii im. Heliodora Laskowskiego (znanej jako bateria cyplowa), co miało uchronić ja przed przedwczesnym wytrałowaniem. Do stawiania min miał zostać użyty „Gryf” w asyście zespołu trałowców typu Jaskółka oraz kanonierek „Komendant Piłsudski” i „Generał Haller”, osłaniany przez jeden z kontrtorpedowców − wybrany do tego zadania został najstarszy z nich, „Wicher”, pozostałe odpłynęły 30 sierpnia do portów brytyjskich, wykonując plan Peking. Większość przeznaczonych do użycia z okrętów nawodnych min wz. 08 (ich całkowity stan we wrześniu 1939 roku oceniany jest na 1060 sztuk) została w lipcu zmagazynowana na trzech krypach minowych, które 30 sierpnia zostały odholowane na Zatokę Pucką w rejon Jamy Kuźnickiej, w odległości około 2,5 mili morskiej na północny zachód od Jastarni i tam zakotwiczone.
Dowództwo Floty zamierzało jeszcze przed wybuchem wojny wykorzystać część min do postawienia defensywnych zagród minowych w granicach wód terytorialnych, w rejonie Rozewia i Helu (konwencje zabraniały stawiania min morskich na wodach otwartych w okresie pokoju i nakazywały powiadamianie o takich działaniach w obrębie wód terytorialnych), ale napotkało na sprzeciw Ministerstwa Spraw Zagranicznych, obawiającego się możliwych reakcji niemieckich. Ostateczną decyzję co do terminu wykonania operacji Rurka zastrzegł do swej wyłączności Generalny Inspektor Sił Zbrojnych, marszałek Edward Śmigły-Rydz.

## Wykonanie

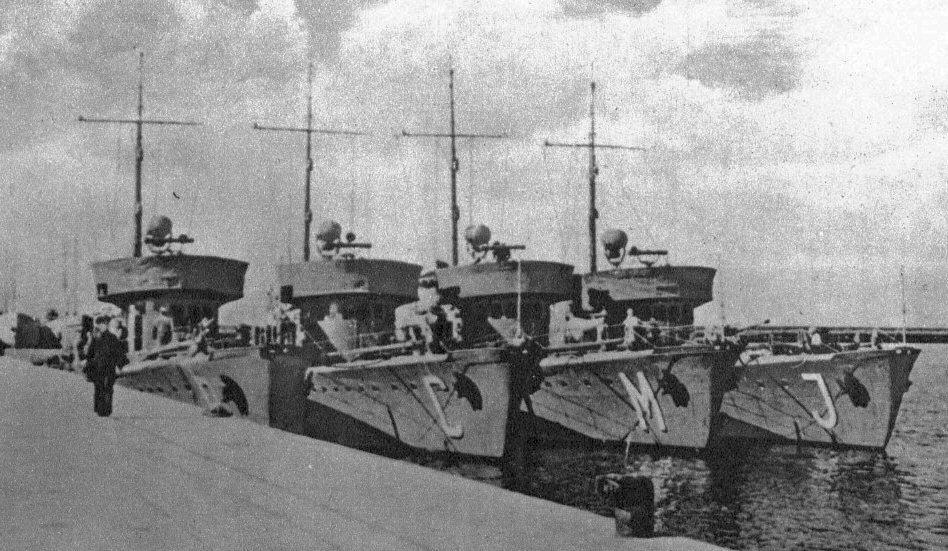
Zespół trałowców typu Jaskółka (od lewej: „Rybitwa”, „Czajka”, „Mewa”, „Jaskółka”)

Początek wojny 1 września 1939 roku zastał większość polskich okrętów w porcie wojennym w Gdyni. „Gryf” opuścił basen portowy wkrótce po godzinie 7.00 rano, około 9.00 podszedł w rejon kotwiczenia kryp minowych, aby uzupełnić zapas w komorach. Operacja przeładunku zakończyła się wkrótce po południu, na pokładzie stawiacza min znalazło się około 300 min wz. 08. Aby zmniejszyć zagrożenie ataku lotniczego na płytkich i trudnych nawigacyjnie wodach w rejonie Jastarni dowódca okrętu, komandor Stefan Kwiatkowski, przeszedł na Zatokę Pucką i na wysokości Mechelinek oczekiwał na dalsze rozkazy.
Około 16.00 otrzymał sygnał nakazujący przeprowadzić operację Rurka. Samo stawianie zagrody minowej miało rozpocząć się po zapadnięciu ciemności, około 22.00, wcześniej cały zespół miał znaleźć się w rejonie koncentracji przy porcie helskim. Już od rana polskie okręty były pod stałą obserwacją lotników Luftwaffe, która od pierwszych chwil wojny niepodzielnie panowała w powietrzu. Około godziny 18.00 zostały zaatakowane przez 33 (lub 32) bombowce nurkujące Junkers Ju 87 z IV(Stuka)./LG 1. Większość pilotów skoncentrowała swą uwagę na największej polskiej jednostce: „Gryfie”. W pobliżu stawiacza min upadło około 30 bomb, których eksplozje spowodowały poważne uszkodzenia między innymi urządzenia sterowego, zmuszając załogę do manewrowania śrubami. Od odłamków poległo pięć osób, w tym dowódca okrętu, rany odniosło dalszych 17. Poważne uszkodzenia odniósł w wyniku eksplozji bomby tuż przy burcie trałowiec „Mewa”, zginęło na nim dziewięciu marynarzy, wielu odniosło rany, dwóch zabitych było również wśród załogi kanonierki „Generał Haller”.
Pełnienie obowiązków dowódcy podjął dotychczasowy zastępca, kapitan marynarki Wiktor Łomidze. Nakazał on wyrzucenie za burtę kilkudziesięciu uszkodzonych wstrząsami, nieuzbrojonych min i poprosił dowództwo portu helskiego o zgodę na zawinięcie celem przekazania na ląd poległych i rannych. Po jej uzyskaniu polecił, zgodnie z procedurami, wyrzucić także pozostałych 270 nieuzbrojonych min, po czym wpłynął do portu. Decyzja ta, potępiana z dzisiejszej perspektywy przez większość historyków, miała być podyktowana obawą przed kolejnymi nalotami, grożącymi zniszczeniem okrętu („Gryf” nie miał żadnego opancerzenia komór minowych i nawet pojedyncze trafienie bombą lub pociskiem mogło spowodować katastrofalną w skutkach eksplozję przewożonych min), doznanymi uszkodzeniami i złym stanem technicznym min, których mechanizmy mogły się rozregulować w wyniku doznanych wstrząsów. Niewątpliwym błędem kapitana Łomidze było niepowiadomienie o swym rozkazie Dowództwa Floty, ani dowodzącego „Wichrem” komandora Stefana de Waldena, który - nie wiedząc o fiasku całej operacji - skierował swój niszczyciel w rejon dozoru pod Pilawą. Nocą obserwatorzy na polskim okręcie zauważyli w odległości około 4500 m dwa niemieckie niszczyciele (według historyków były to najprawdopodobniej „Georg Thiele” i „Richard Beitzen”), a wkrótce kolejny okręt, rozpoznany jako krążownik lekki „Leipzig” (w rzeczywistości prawdopodobnie niszczyciel „Leberecht Maass” lub któryś z eskortowców). Związany rozkazami o osłanianiu operacji Rurka, a nie wiedząc o jej anulowaniu, dowódca „Wichra” nie zdecydował się wydać rozkazu o otwarciu ognia. Stefan de Walden twierdził później, że w ten sposób stracił niepowtarzalną okazję na zadanie przeciwnikowi poważnych strat, ponieważ niemieckie okręty znajdowały się na tle rozświetlonego blaskiem księżyca horyzontu, stanowiąc doskonały cel dla obsług wyrzutni torpedowych i dział, a on sam nie był przez nich widziany. Jednak według historyków jest to teza nieuprawniona, ponieważ gdyby rozkaz o odwołaniu minowania dotarł do komandora, nie znajdowałby się on pod Pilawą, tylko został zawrócony do portu.
Uszkodzony „Gryf” dotarł do portu helskiego, gdzie został zadokowany dla sprawdzenia stanu i naprawy urządzenia sterowego. Ponieważ cały zapas pozostałych min będący do dyspozycji znajdował się na krypach kotwiczących w rejonie Jamy Kuźnickiej, niemożliwe było natychmiastowe załadowanie kolejnych, co pozwoliłoby na powtórzenie próby postawienia zagrody, możliwe nawet przy doznanych uszkodzeniach. W tej sytuacji Dowództwo Floty podjęło decyzję o przekształceniu okrętu w pływającą baterię artyleryjską w porcie helskim i całkowitej rezygnacji z wykonania operacji Rurka.